# Gabrili
Gabrili je naselje u Republici Hrvatskoj, u sastavu Općine Konavle, Dubrovačko-neretvanska županija. 

## Gospodarstvo
Stanovništvo se uglavnom bavi poljoprivredom.  

## Povijest
Tijekom Domovinskog rata naselje je okupirano od strane JNA i četničkih postrojbi te je selo skoro u potpunosti bilo uništeno, opljačkano i spaljeno.[nedostaje izvor]

## Šport
Nogometni klub Gabrila je NK Croatia Gabrili. Osnovan je 1969. godine. Gabrili imaju stadion Sv. Martin kojeg koristi klub. 

## Stanovništvo
Prema popisu stanovništva iz 2011. godine, naselje je imalo 210 stanovnika uglavnom Hrvata, rimokatoličke vjeroispovijesti.
| broj stanovnika | 195   | 210   | 222   | 233   | 230   | 232   | 224   | 218   | 202   | 195   | 176   | 169   | 177   | 190   | 160   | 210   | 204   |
|                 | 1857. | 1869. | 1880. | 1890. | 1900. | 1910. | 1921. | 1931. | 1948. | 1953. | 1961. | 1971. | 1981. | 1991. | 2001. | 2011. | 2021. |